# Virakoča
Virakoča (kečuansko Wiraqucha; špansko Viracocha ali Huiracocha, tudi Kon Tiki Virakoča ali Qun Tiksi Wiraqucha) je bil čaščen kot stvarnik sveta pri vseh starih ljudstvih v Andih.
V inkovski mitologiji je stvarnik vsega, bog sonca in groma. Bil je tvorec civilizacije in eden od najpomembnejših božanstev v inkovskem kánonu. Po eni legendi je imel sina Sonce (Inti) in hčer Mater Luno (Mama Killa). V tej legendi je v velikem potopu uničil ljudi (Unu Pachakuti) ob jezeru Titikaka in ohranil dva, ki sta prinesla civilizacijo v preostali svet. V drugi legendi je zaplodil prvih osem civiliziranih človeških bitij. V nekaterih zgodbah ima ženo Mater Morje (Mama Qucha).
V kečuanščini tiksi pomeni 'temelj' ali 'osnova', wira pomeni 'mast, maščoba' - kar so Inki poznali kot vir energije - ali 'debel', in qucha pomeni 'jezero', 'morje' ali 'zbiralnik'. Pridevniki, ki so jih pridajali njegovemu imenu, so pomenili 'veliki', 'vsevedi', 'močni' in podobno. Takšnih nazivov je imel več in tu so opisani le nekateri.